# Ashoka
Ashoka („Ashoka: Innovators of the Public“) je mezinárodní organizace, která podporuje sociální podnikání. Patří mezi organizace pro podporu sociálních inovátorů. V 80 zemích světa utváří „globální, podnikatelský a konkurenceschopný sektor, který umožňuje sociálním podnikatelům prosperovat a prosazovat změny v sociálních oblastech života“. Jimmy Wales, spoluzakladatel Wikipedie je Ashoka Fellow od roku 2008.

## Historie
Základy organizace Ashoka sahají do 60. let 20. století. Po ukončení vysokoškolských studií Villiam Drayton, pozdější zakladatel organizace Ashoka, cestoval. Pobýval v Asii a pod vlivem Mahátma Gándhího, Martina Luthera Kinga a Hnutí za občanská práva založil „Společenství pro Asii“. Byl veden snahou zmírnit nerovnost příjmů obyvatel prostřednictvím sociálního podnikání. Organizaci Ashoka založil v roce 1980. Pojmenoval ji po císaři Ašókovi, vládci Maurjovské říše, který ve 3. století př. n. l. vojensky sjednotil velkou část Indického poloostrova. Nechal vybudovat velké množství staveb, sám buddhista prosazoval náboženskou a filozofickou toleranci (Ašókovy edikty byly zaměřeny též na sociální a morální rozměr). A právě na myšlenkách novátorství, tolerance a otevřenosti inovacím je organizace Ashoka založena. První indické projekty z roku 1982 se zabývaly především ochranou a pomocí znevýhodněným členům společnosti, pomáhaly dětem, ženám, snažily se chránit místní komunity. Např. projekt indické aktivistky Rashidy Begum, která založila organizaci poskytující pomoc indickým, většinou muslimským, ženám (vdovám, rozvedeným ženám, tělesně a duševně postiženým... ). Rashida Begum a další sociální podnikatelé díky finanční a odborné podpoře organizace Ashoka realizují své projekty. Většina projektů začíná na místní úrovni, postupem času se rozšiřuje někdy i na globální úroveň.

## Ashoka Fellows (sociální podnikatelé)
Ashoka spojuje sociální podnikatele, kteří usilují o pozitivní změny ve společnosti. Hledá jednotlivce, kteří mají vizi, kreativitu, odhodlání a jsou motivováni veřejným ziskem spíše než ziskem osobním. Po pečlivém výběru se ze sociálních podnikatelů stávají „Ashoka Fellows“ kteří obdrží stipendium, know-how a mají možnost se zapojit do sítě konzultantů, investorů atd. Buduje se tak partnerství mezi soukromým sektorem a sociálními podnikateli. Ashoka již podpořila více než 3000 sociálních podnikatelů, z nichž 170 bylo ze střední Evropy.
O výši stipendia se rozhoduje podle životních nákladů v místní oblasti podnikatele, je k dispozici až na tři roky a slouží pouze na životní náklady a nikoli na financování jiných aktivit. Ashoka financuje stipendia získáváním finančních prostředků od dárců, které používá jako rizikový kapitál.
„Ashoka Fellows“ jsou ve spojení s úspěšnými podnikateli, kteří pomáhají financovat jejich projekty. Ashoka věří, že stejný princip, jenž platí pro komerční sektor, platí i pro sektor občanský. Příklady a vzory hrají důležitou roli v rámci motivace dalších sociálních podnikatelů, ale i široké veřejnosti. „Ashoka Fellows“ jsou v pravidelném kontaktu na setkáních s ostatními sociálními podnikateli v rámci společnosti Ashoka, pozitivním přínosem je předávání zkušeností a poznatků resp. kontaktů. Důležitou zásadou každého projektu je převedení inovativního projektu na soběstačnou instituci.

## Příklady sociálních podnikatelů
Suraiya Haque, byla v roce 1999 oceněna v oblasti hospodářského vývoje. Paní Haque založila organizaci Phulki19, která jako první v Bangladéši začala provozovat střediska denní péče pro děti pracujících matek, (zaměstnavatelé odmítá zaměstnat ženy, které mají malé děti). Phulki19 svou činnost soustředila na oděvní průmysl a paní Haque je přesvědčena, že dětská denní centra by měla být součástí služeb poskytovaných zaměstnavateli. S prezentací výsledků a jejich společenském dopadu pomáhají organizaci Phulki19 studenti Harvardovy univerzity. Dětská centra jsou zřizována v rámci jedné továrny, zaměstnanci těchto center jsou školeni a je tak zajištěna odborná soběstačnost centra. Po 6 až12 měsících lze předat vedení centra samotnému zaměstnavateli. Počáteční investice, tj. prostory, vybavení a mzdy zaměstnanců centra, jsou poskytovány zaměstnavatelem. Školení personálu je zdarma zajišťováno organizací Phulki19 a matky platí minimální měsíční poplatky. Tento projekt převzaly firmy Nike, Reebook, nebo Levi’s, které mají v Bangladéši, i v jiných asijských státech své továrny.
Brazilský sociální podnikatel Rodrigo Baggio Barreto byl oceněn v roce 1996 v oblasti výchova a vzdělávání. Soustředí se na práci s dětmi a mládeží ze sociálně slabého prostředí, především z městských slumů. Jeho organizace, Sdružení pro demokracii v počítačovém vzdělání seznamuje děti a mládež se základy práce na počítači. Po dvou úspěšných pilotních projektech založil pan Barreto v roce 1995 v Rio de Janeiru první stálou dobrovolnickou organizaci, která poskytuje tříměsíční kurzy počítačového vzdělání. Účastníci kurzu, mládež od 13 do 20 let, platí malý poplatek. Učebny bývají např. v kostelech nebo školách a počítačové vybavení dodávají zdarma např. Microsoft, AOL, IBM. Tento projekt má značný dopad na život brazilských komunit. Základy počítačového vzdělání umožňují rizikové mládeži výrazně zvýšit možnosti uplatnění na trhu práce a zařazení do společnosti. Od svého vzniku se projekt rozšířil do sedmnácti brazilských států (792 škol), a do 11 zemí světa (173 škol). Tento projekt doporučila organizace UNESCO jako vzdělávací model pro rozvojové země.   
Polský sociální podnikatel Tomasz Sadowski byl oceněn v roce 1996 v oblasti občanské participace. Pan Sadowski zavedl do praxe v roce 1989 nový přístup ke stále aktuálnímu problému, k bezdomovectví v Polsku. Vytvořil projekt soběstačných zemědělských komunit, které jsou určeny pro sociálně ostrakizované osoby. Organizace Barka se soustředí na bezdomovce, kteří byli sociálním systémem označeni za „nenapravitelné“, „beznadějné případy“. Tyto klienti jsou přijati do svépomocných venkovských komunit (hospodářství), jež Barka spravuje. Získávají základní znalosti a dovednosti, spojené s vedením a prací v zemědělství. Jsou to komunity založené na spolupráci a zodpovědnosti. „Systém svépomocných zemědělských komunit“, zavedený panem Sadowskim v rámci organizace Barka se rozšířil a pod jeho vlivem došlo ke změnám legislativy, týkající se bezdomovectví. Projekt postupně přejala Francie, Německo, Česká republika, Estonsko, Srbsko, Slovinsko a Bělorusko.

## Čeští sociální podnikatelé
V Čechách zahájila Ashoka svoji činnost v roce 1995, první koordinátorkou byla Jana Hradílková. V letech 2015- 7 koordinoval českou Ashoku Ondřej Liška, který působí ve společnosti Porticus, od roku 2017 je ve vedení Ashoky Pavlína Hořejšová.
Českých Ashoka Fellows je kolem třiceti, zde jsou někteří:
- Bohuslav Blažek, sociolog se věnoval komunitní práci
- Marie Haisová[9] řešila příčiny společenských krizí tvorbou vize žen o TUŽ[10][11]
- Dagmar Doubravová řeší problémy vězeňství a vězňů v organizaci Rubikoncentrum[12]
- Jan Korytář, ekolog, lektor a politik angažovaný v ochraně Jizerských hor[13]
- Mikuláš Kroupa, tvůrce databáze pamětníků 20. století v Paměti národa[14]
- Kumar Vishwanathan, zakladatel společnosti Vzájemné soužití o. p. s.[15]
- Hana Malinová,[16] založila v roce 1992 centrum Rozkoš bez rizika, divadlo Rozkoš[17]
- Markéta Královcová, založila v roce 1991 nadační fond Klíček[18]
- Petra Vitoušová, zakladatelka organizace Bílý kruh bezpečí, založen v roce 1991
- Kateřina Thorová a APLA[4]
- Terezie Hradilková - Muchová a Společnost pro ranou péči[4]
- Zdeněk Slejška, spoluzaložil a vedl do roku 2017 EDUin o.p.s.[6]

- Klára Laurenčíková, zakladatelka České odborné společnosti pro inkluzivní vzdělávání[19]
- Zuzana Štromerová, zakladatelka porodního domu U Čápa[20]